# Сухотерин, Леонид Янкович
Леонид Янкович Сухотерин (род. 16 декабря 1966, Горький) — российский политик, член Совета Федерации (2001).

## Биография
Окончил Нижегородский государственный технический университет. С 1988 по 1990 год работал в ВЛКСМ.
В 1994—1997 годах — директор департамента по работе с населением Нижегородского социального коммерческого банка «Гарантия», в 1997 году — помощник президента ОАО «Норси-Ойл»; в 1997—1998 годах — помощник министра топлива и энергетики РФ; присвоен квалификационный разряд советника Российской Федерации 3 класса. В 1998 году — помощник председателя правительства РФ; начальник Управления правительственной информации Аппарата правительства.
Член Совета Федерации Федерального Собрания Российской Федерации от Коми-Пермяцкого автономного округа с мая по декабрь 2001 года. Представлял в СФ законодательный (представительный) орган государственной власти Коми-Пермяцкого автономного округа. Входил в комитет СФ по международным делам.